# Parc culturel du Tassili
Le parc culturel du Tassili (anciennement parc national du Tassili jusqu'à 2011), est un parc national algérien, situé près de la ville de Djanet, dans la  wilaya de Djanet, dans le Sud de l'Algérie.
Couvrant une superficie de 138 000 km2, il est le premier parc d'Algérie par la taille. Le parc englobe une grande partie du massif du Tassili n'Ajjer, l'erg Admer et la Tadrart Rouge.
L'occupation humaine de la région remonte à plus de 10 000 ans, lorsque des hommes néolithiques l'arpentaient pour chasser et pratiquer la cueillette.
Il est classé depuis 1982 au patrimoine mondial et réserve de biosphère depuis 1986 par l'UNESCO,. Il est, par le nombre de ses gravures rupestres, le premier site à l'échelle mondiale.
Le parc abrite également la vallée d'Iherir, classée site Ramsar depuis le 2 février 2001.

## Géographie
Le parc culturel du Tassili vaste de 138 000 km2, abrite le plateau du Tassili n'Ajjer, haut de plus de 1 000 mètres d'altitude et s'étend sur 50 à 60 km d'est en ouest et 800 km du nord au sud, soit une superficie de près de 72 000 km2. Sur toute sa surface se dressent des formations rocheuses créées par l'érosion émergeant des dunes de sable, qui évoquent de loin les ruines de villes antiques.
Le Tassili n'Ajjer culmine à 2 158 mètres d'altitude à l'Adrar Afao et émerge en hautes falaises à 1 500 mètres en moyenne au-dessus des ergs de Mourzouq et d'Oubari à l'est et d'Admer dans le Ténéré au sud. Au nord, ce haut plateau se perd dans les dunes d'Issaouane et de Bourharet.
Le relief du tassili n'Ajjer est particulièrement tourmenté : les immenses plaines rocheuses qui laissent parfois la place à des « forêts » de monolithes sont creusées d'akbas — des trous dans les escarpements qui ne sont accessibles qu'à pied ou à dos de dromadaires — et de multiples failles et canyons recelant parfois une guelta alimentée par les rares et violents orages qui ravinent le désert tous les deux ou trois ans.

### Climat
Le climat du parc culturel du Tassili est désertique et très sec. Les pluies sont extrêmement irrégulières. Il présente des hivers assez froids, et des étés relativement chauds. Le mois de juin est le mois le plus chaud de l'année alors que le mois de janvier est le plus froid. Les vents sont généralement faibles à modérés.
La température est différente entre la nuit et le jour (plus froid la nuit).

### Hydrographie

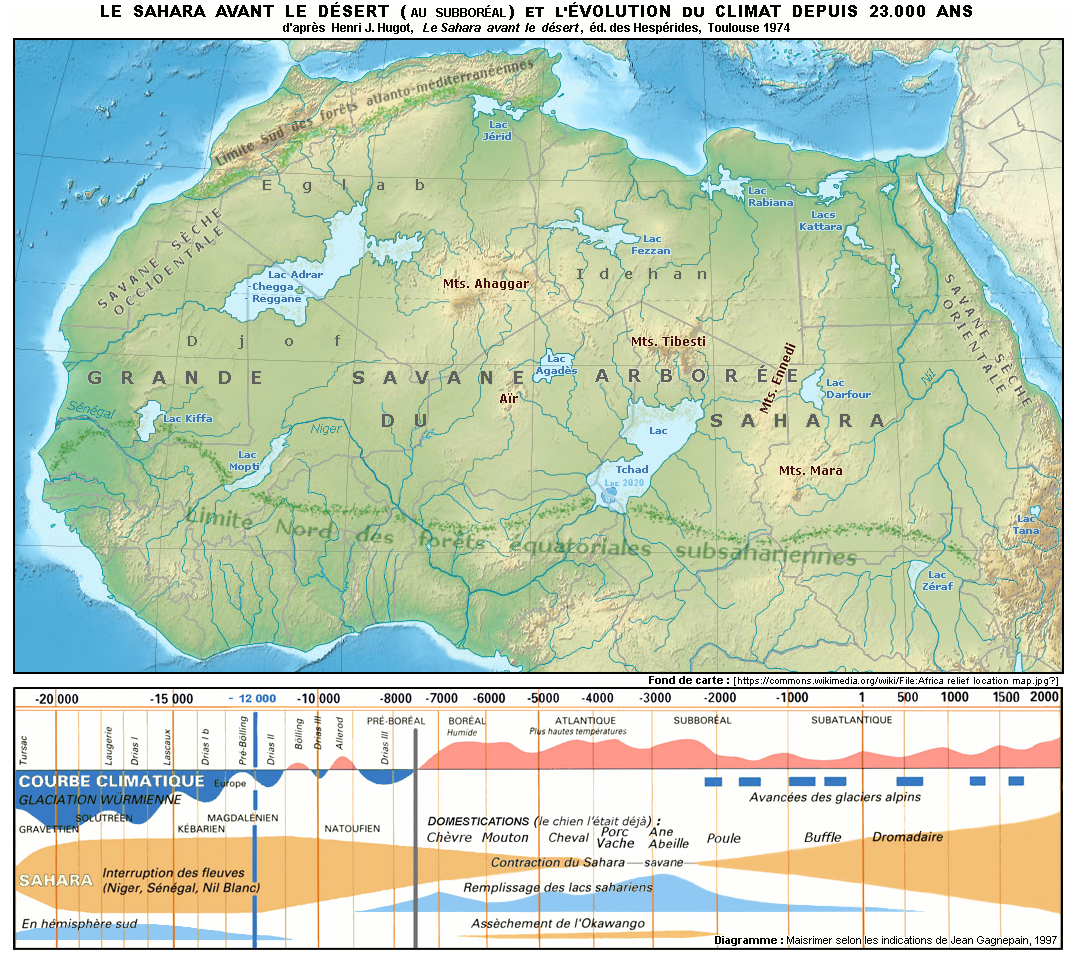
Le « Sahara vert » il y a 10.000 ans.

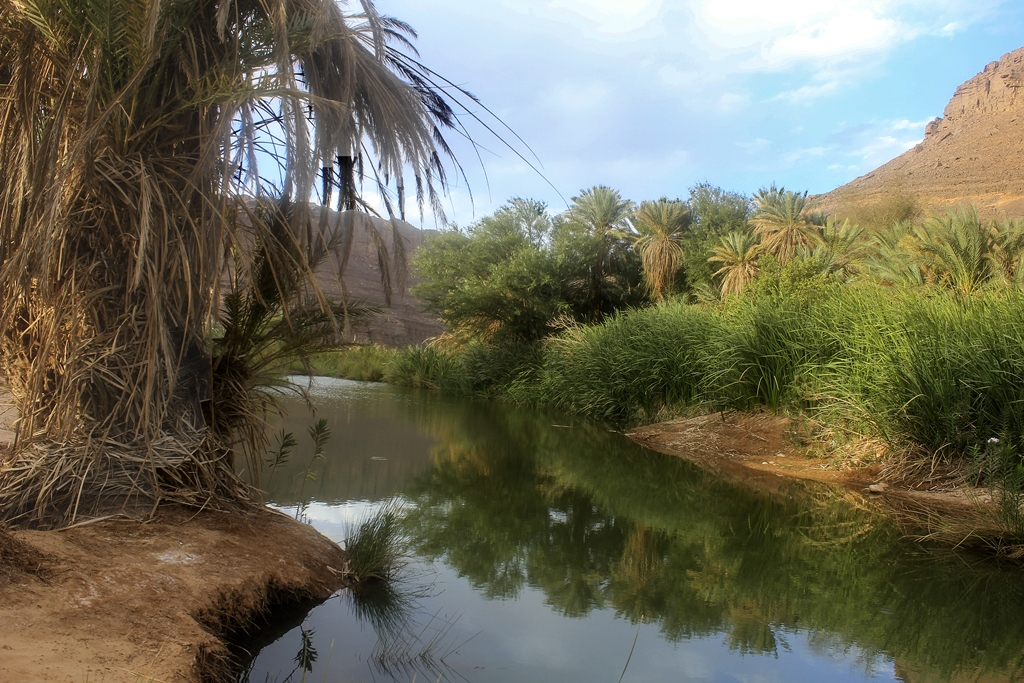
Guelta à Iherir, un reste du « Sahara vert ».

Le Parc culturel du Tassili abrite la vallée d'Iherir à 1 070 m d'altitude. Iherir est une oasis nichée dans une vallée délimitée par de hautes falaises.
Seul véritable point d'eau de la région, la vallée d'Iherir a été classée par l'UNESCO comme patrimoine mondial (1982) et Réserve de l'homme et de la biosphère (1986). Elle est également considérée comme une «zone humide d'intérêt mondial» par la convention de Ramsar (2001),.

## Géologie

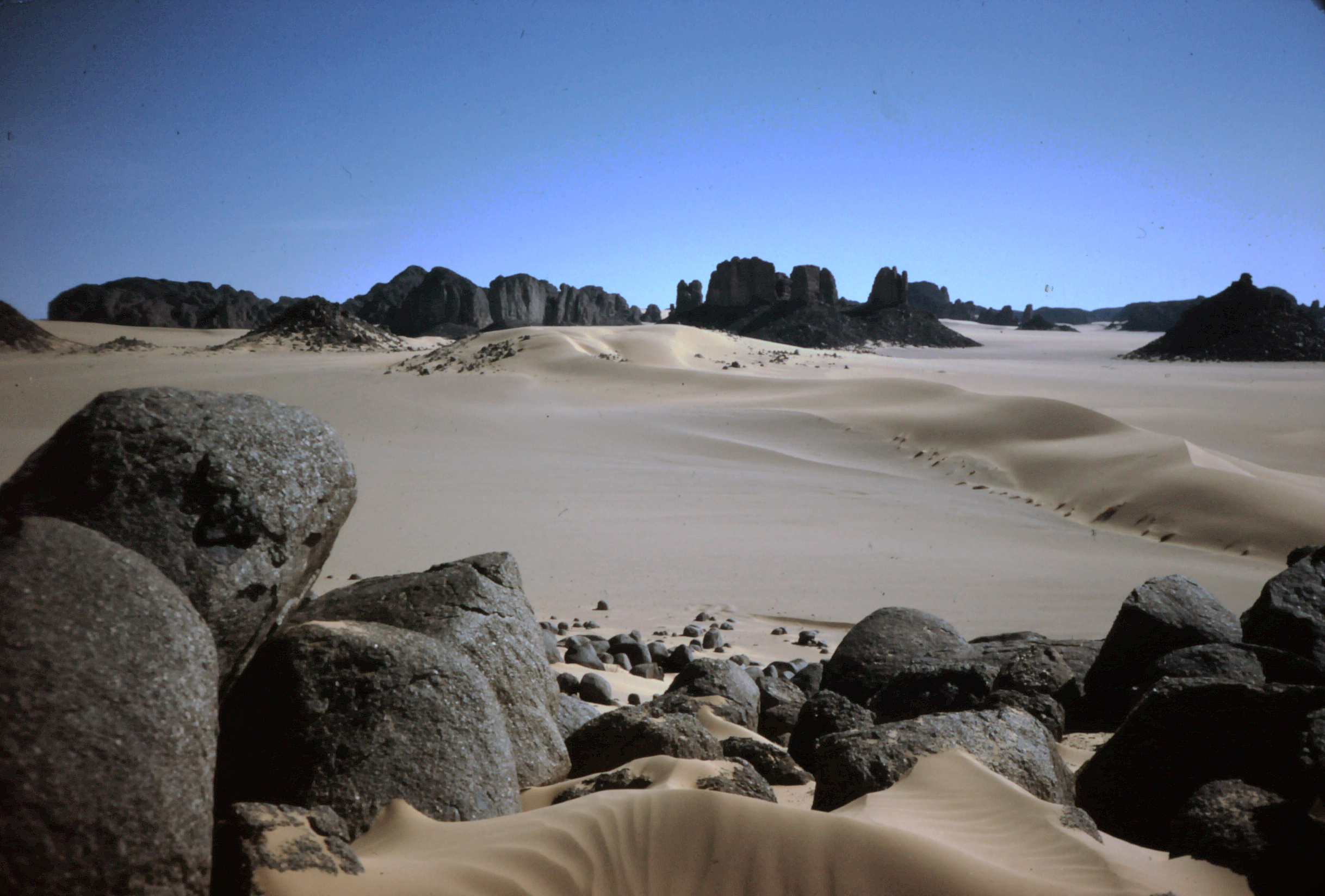
Vue du Tassili n'Ajjer près du fort Gardel : grès fluviatiles du Paléozoïque (env. 450 millions d'années) en cours d'ensablement par les dunes du Grand Erg oriental et granite érodé en « boules » au premier plan.

Le Tassili n'Ajjer est constitué de grès, formé par les importants dépôts sédimentaires superposés de vase et de sable solidifiés issus de l'érosion partielle des montagnes cristallines du Paléozoïque (de -541 à -252,2 millions d'années) et déposés par les océans du Mésozoïque (de -252,2 à -66 Ma) qui couvraient la totalité de l'actuel Sahara. Puis, le socle des grès stratifiés a été rejeté en périphérie par l'irruption du massif du Hoggar. De fortes variations climatiques et hydriques ont ensuite raviné, érodé et façonné la roche voici quelque 4 millions d'années.
Pendant des millions d'années, le sol du tassili n'Ajjer a été raviné par les eaux. Puis, quand la sécheresse s'installa, ce fut au tour du vent d'user et de polir sans cesse ces roches meubles. Les pluies rares, voire d'exceptionnelles rivières, demeurent une cause d'érosion importante, car nul couvert végétal ne retient les eaux qui creusent les roches. La température est une autre cause de l'érosion. La différence entre la nuit et le jour est parfois de cinquante degrés. Les pierres éclatent littéralement par l'effet de ces variations brutales jusqu'à devenir poussière de sable (phénomène qu'on appelle la cryoclastie ou gélifraction).

## Vie sauvage

### Flore
Les arbres les plus représentés sont : le cyprès du Tassili, l'olivier de Laperrine, l'acacia et le tamarix. On y trouve également des hygrophiles comme le roseau commun.

### Faune
Le parc abrite plusieurs espèces de mammifères : mouflon à manchettes, gazelle dorcas, guépard, goundi du Sahara, addax, fennec, chat des sables, fouette-queue, renard.
Le parc abrite également quelques espèces d'oiseaux : aigle royal, buse féroce et chouette.

## Histoire
Le parc national du Tassili est créé le 27 juillet 1972, inscrit depuis 1982 sur la liste du patrimoine mondial de l'UNESCO et classé réserve de biosphère depuis 1986. Il est considéré, comme l'un des plus grands et anciens « musées rupestres à ciel ouvert » du monde, au même titre que les fresques des aborigènes d'Australie ou des khoïsan de Namibie.
On peut voir dans ce parc culturel de nombreuses peintures rupestres (notamment dans l'oued Djerat et sur le plateau de Sefar) datant d'environ 9 à 10 000 ans,, rappelant que le Sahara était à cette époque une contrée verdoyante et fertile. Nombreux sont les dessins représentant des troupeaux de bovins menés par des bergers. Il y a plusieurs milliers d'années vivaient ici des hommes qui ont laissé la trace de leurs préoccupations quotidiennes ; on trouve en effet des scènes de chasse, de danse et de prière, ainsi que de nombreux restes de poteries ou de pierres taillées. À la suite des travaux controversés (il est accusé d'avoir pillé le site et dégradé les peintures rupestres) menés par Henri Lhote, des théories, popularisées par la presse et reprises par l'auteur sensationnaliste Erich von Däniken, circulent sur certaines peintures qui représenteraient des créatures portant un casque sur la tête suggérant des « martiens »,.  La majorité du milieu scientifique y voit en fait des costumes et masques rituels.
Le 2 février 2001, la vallée d'Iherir est classée site Ramsar.
Le 21 février 2011, le parc devient le parc culturel du Tassili.

## Gestion et administration
Le parc culturel est administré par l'Office national du Parc culturel du Tassili (ONPCTA) qui dépend du ministère de la Culture et des Arts (Algérie). Ce service dispose d'un budget annuel et doit gérer au niveau du parc plusieurs zones protégées dont la superficie totale avoisine les 138 000 km2.
Le rôle de l'office national du parc est de préserver et de protéger les ressources naturelles et culturelles. Selon cette loi, la mission de l'office est de « promouvoir et de réguler l'utilisation des parcs nationaux en protégeant les paysages, la vie sauvage et les sites historiques en vue de les laisser intacts pour les générations futures ».
Le travail des agents de l'office dans le parc consiste à accueillir les visiteurs, entretenir les infrastructures et protéger les richesses naturelles et archéologiques du parc.

## Tourisme

### Accessibilité
Le plus proche aéroport international est situé à Djanet, à environ 20 km. Il n'existe pas de transport public menant au parc et la route est par conséquent le seul moyen pour s'y rendre.
Des excursions sur les dunes sont permises à pied, en quad ou en véhicule tout-terrain.

### Infrastructures
L'hébergement est possible dans le parc seulement en campings, de nombreux hôtels sont présents dans les localités voisines.
La plupart des restaurants sont situées dans les localités proches du parc. La baignade n'est pas autorisée dans la rivière d'Iherir.

## Galerie

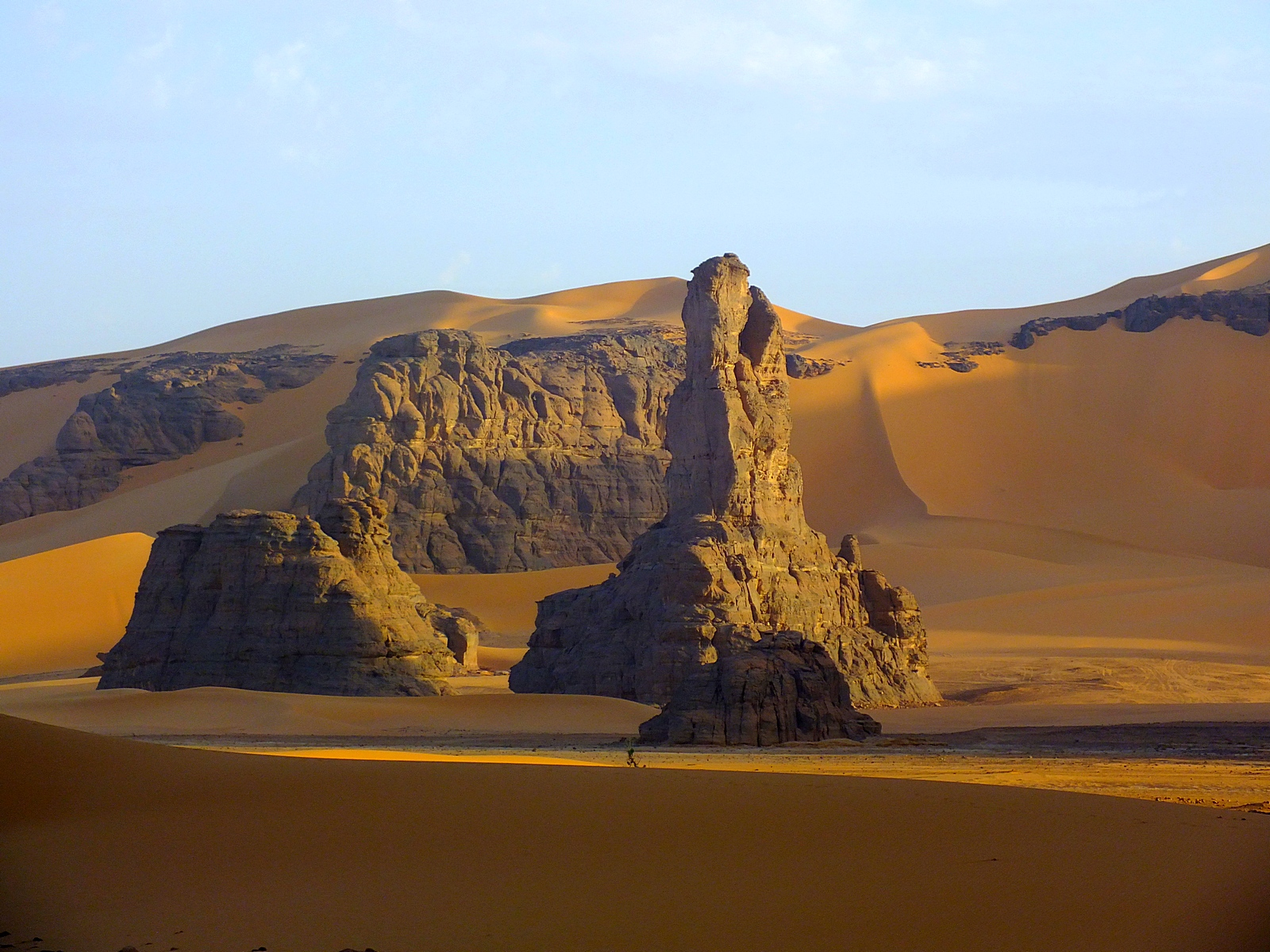
Affleurements rocheux.
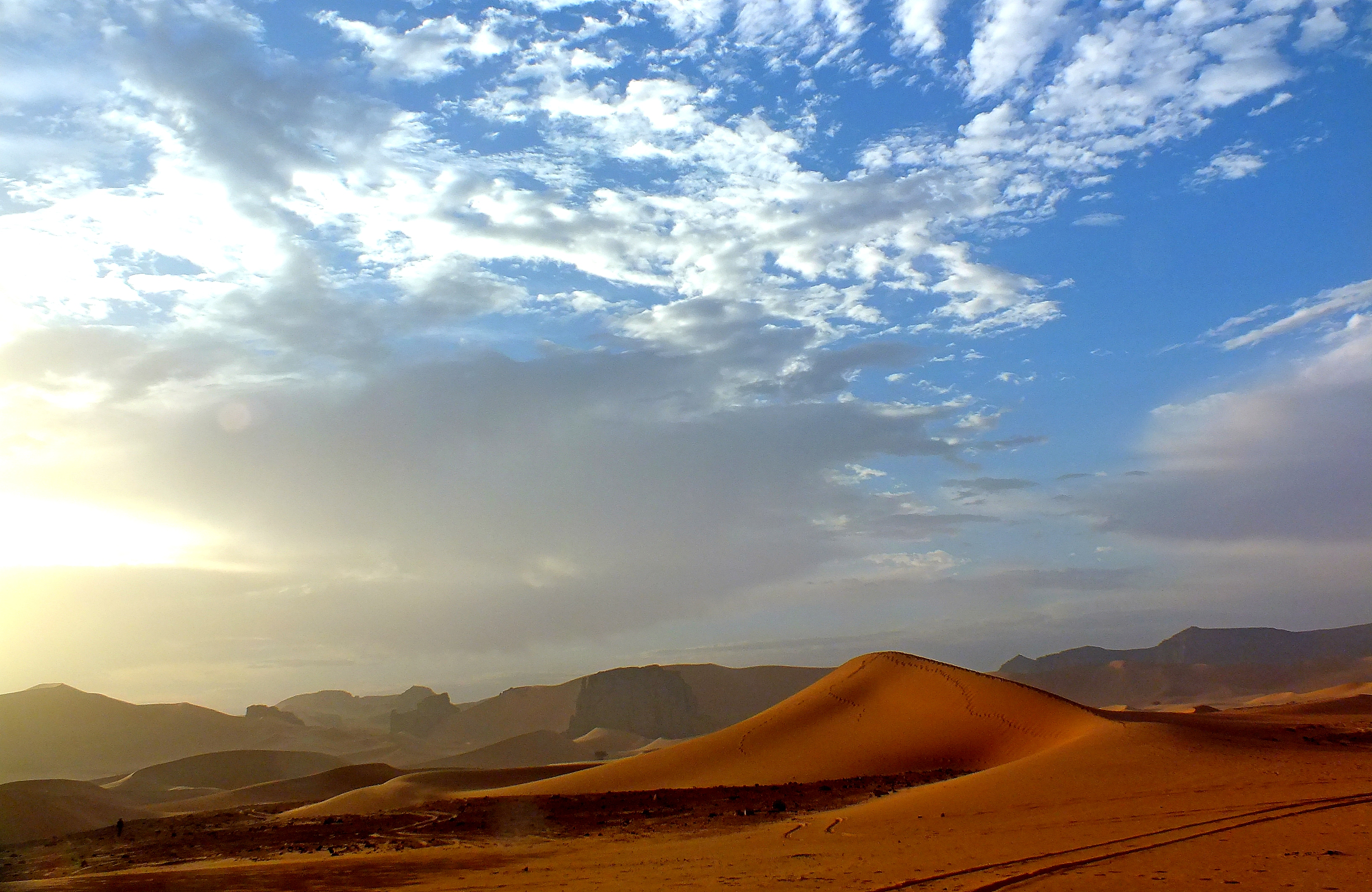
Dunes.
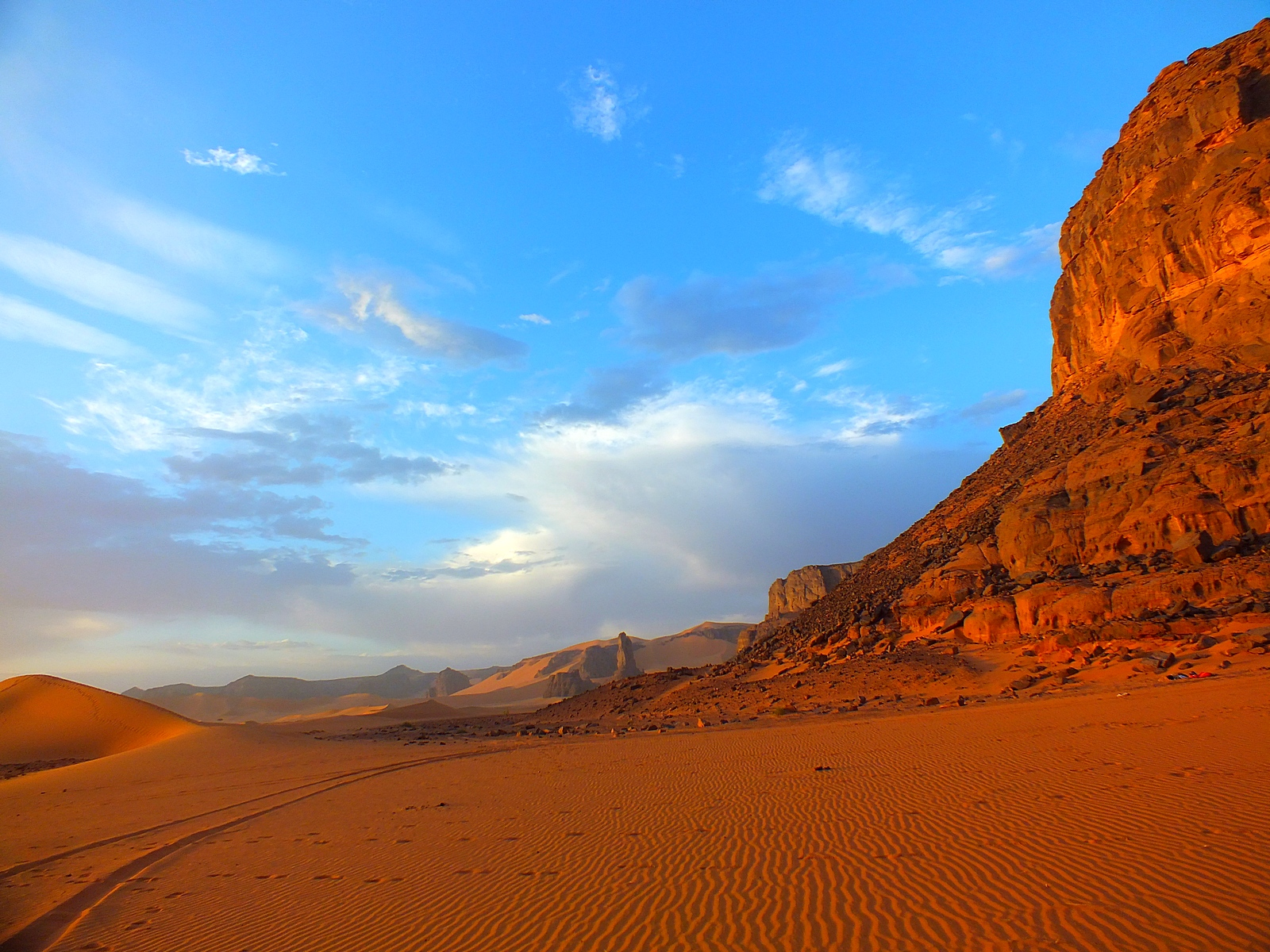
Falaise.
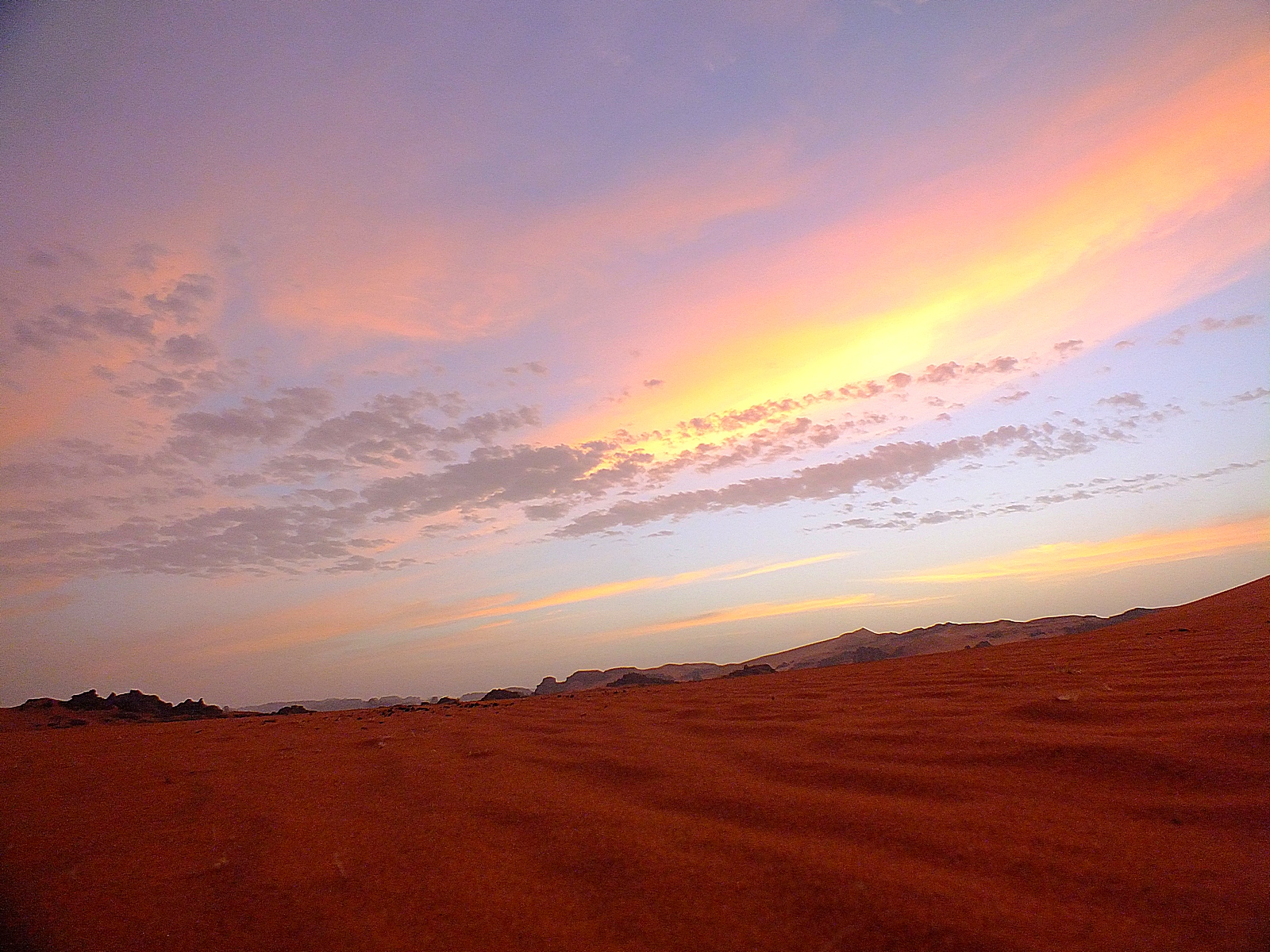
Ciel vespéral.
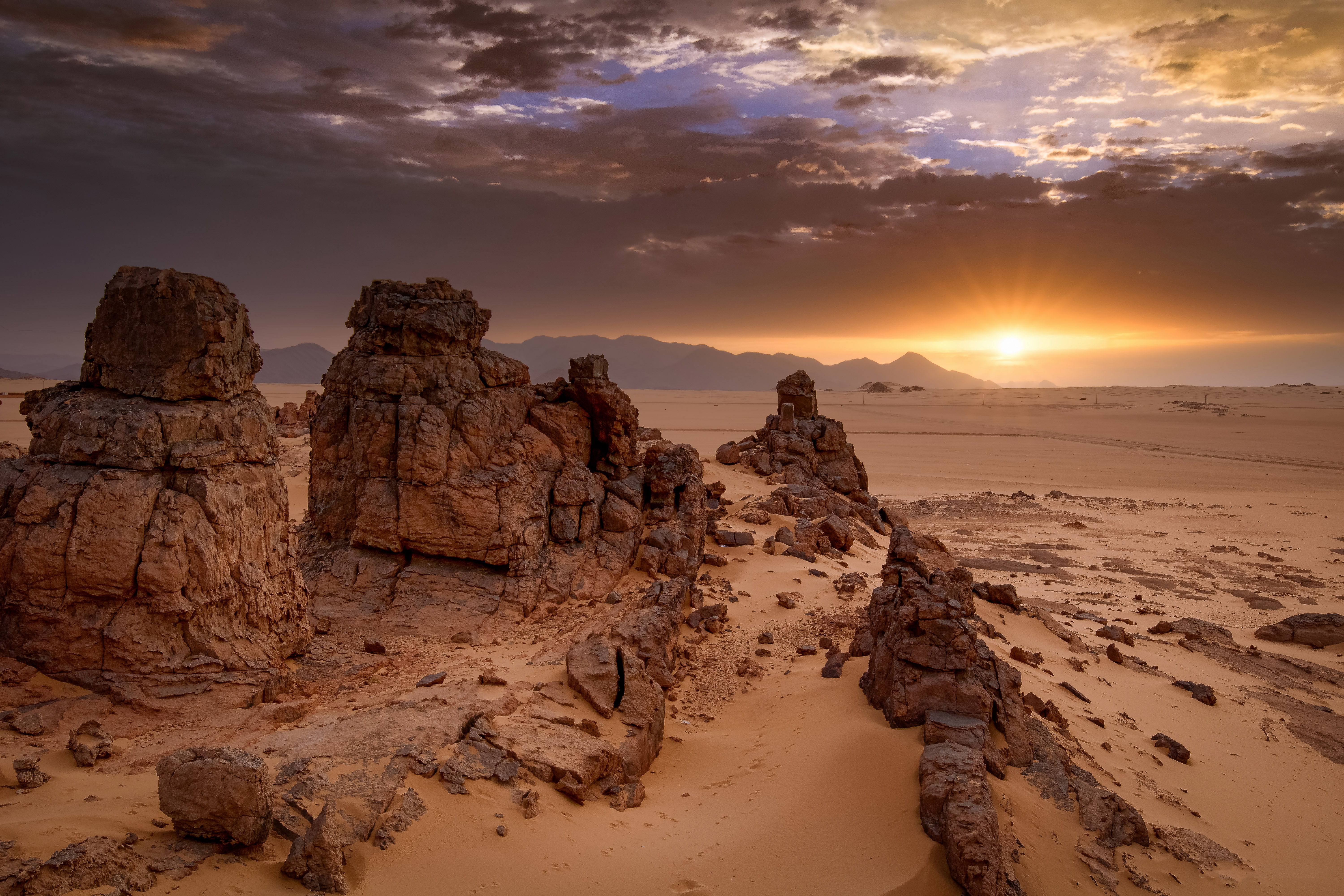
Formations rocheuses et sableuses.
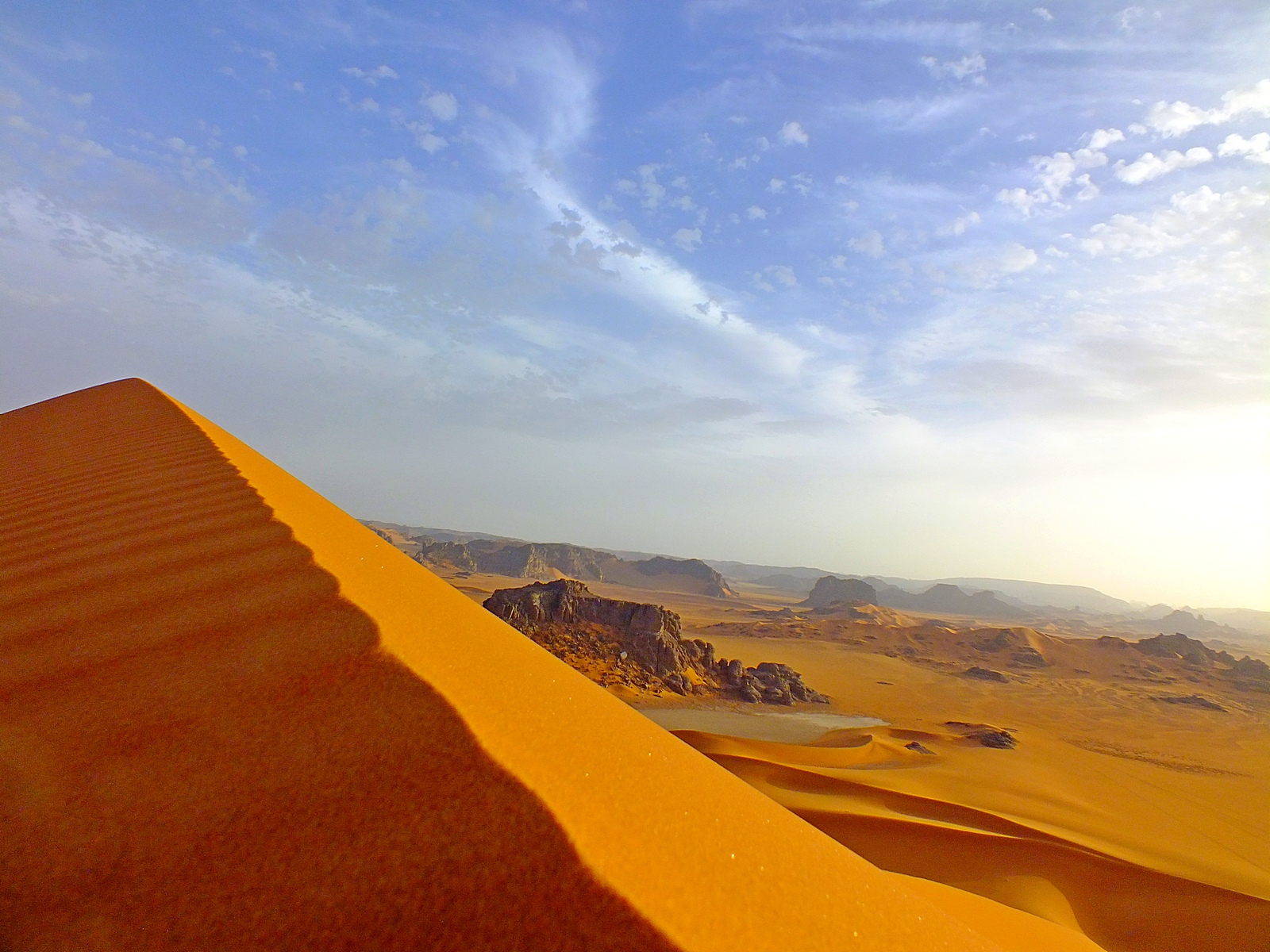
Paysage du parc culturel de Tassili.
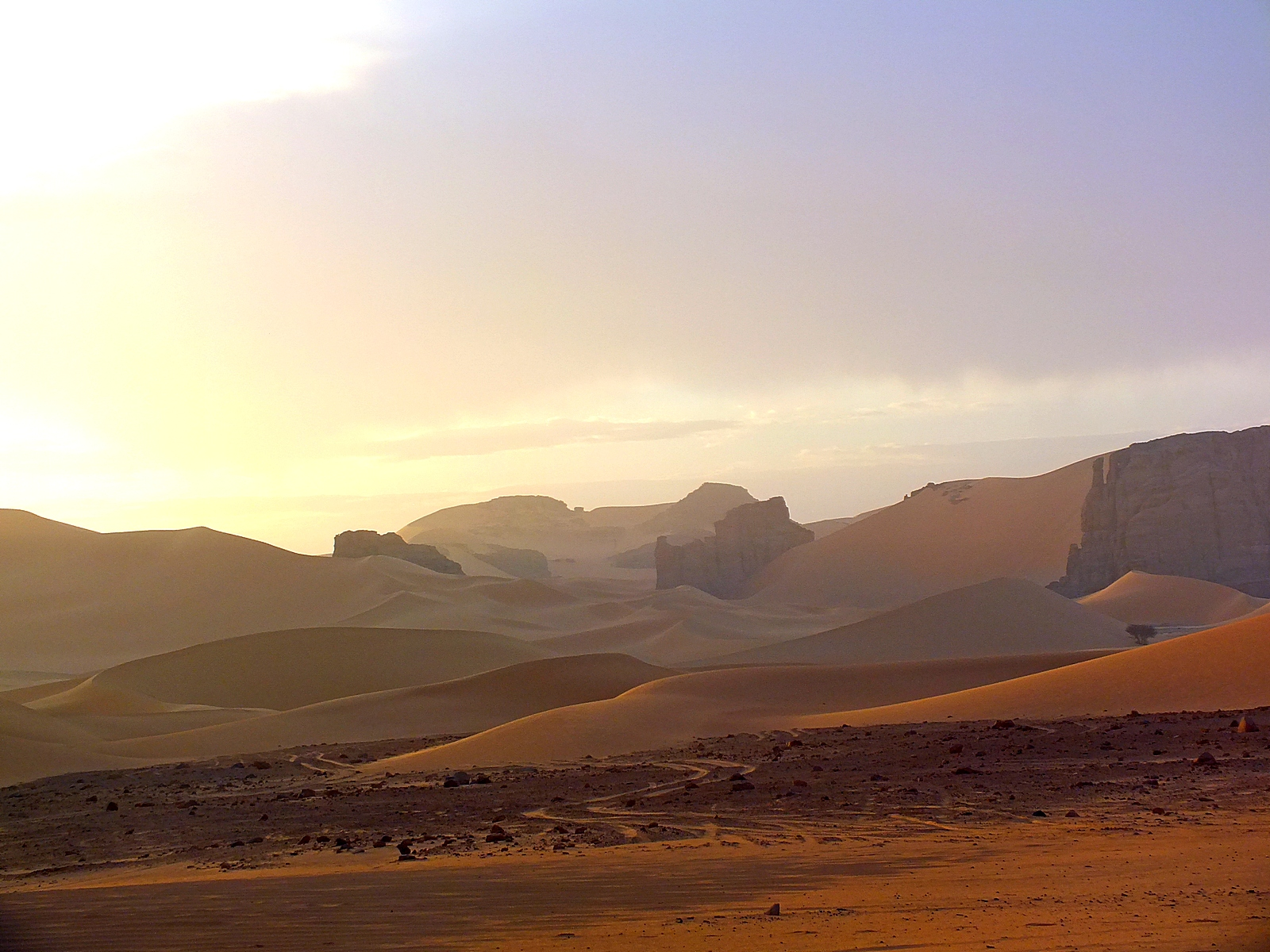
Autre vue, digne de Mars.
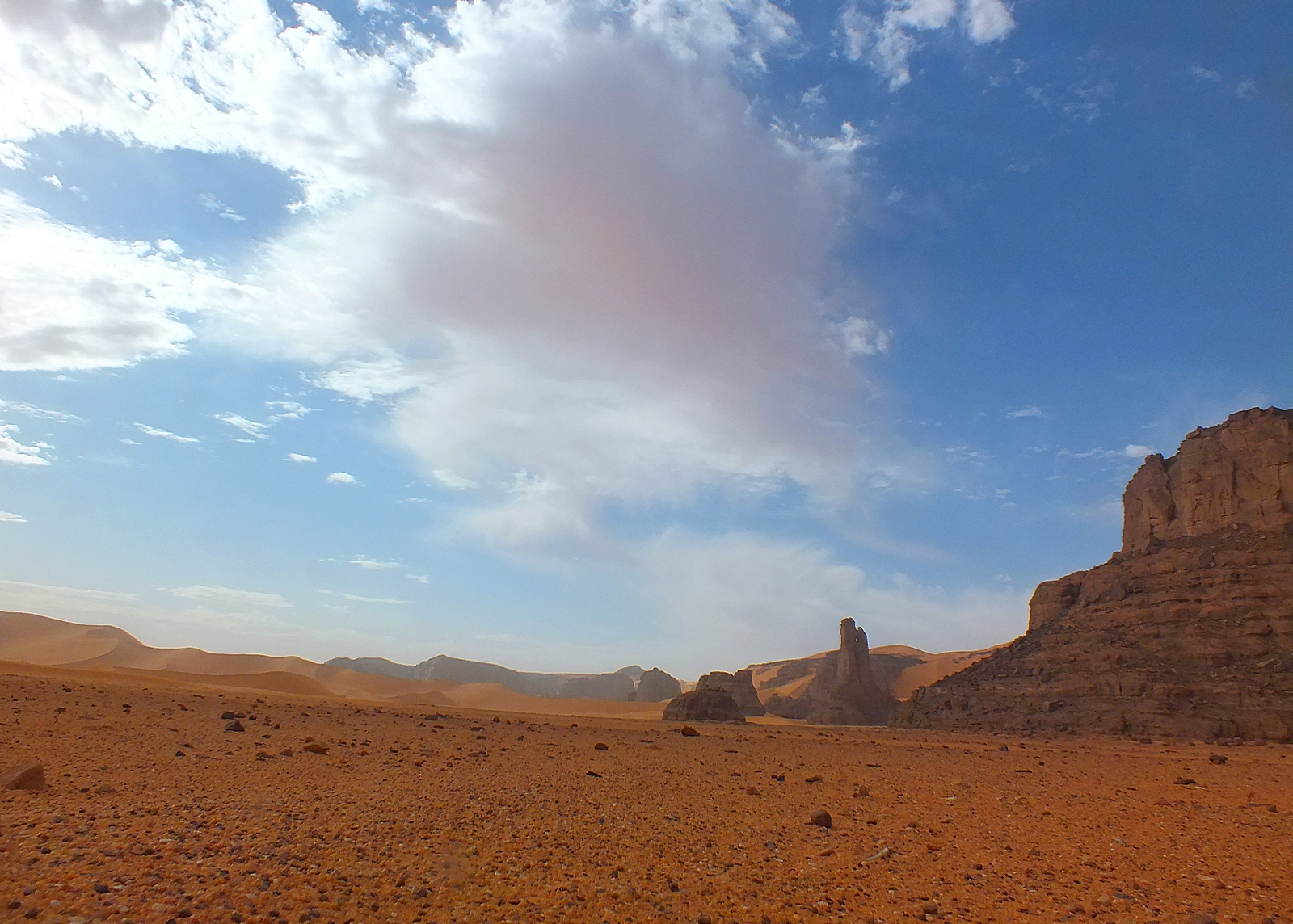
Passages nuageux.
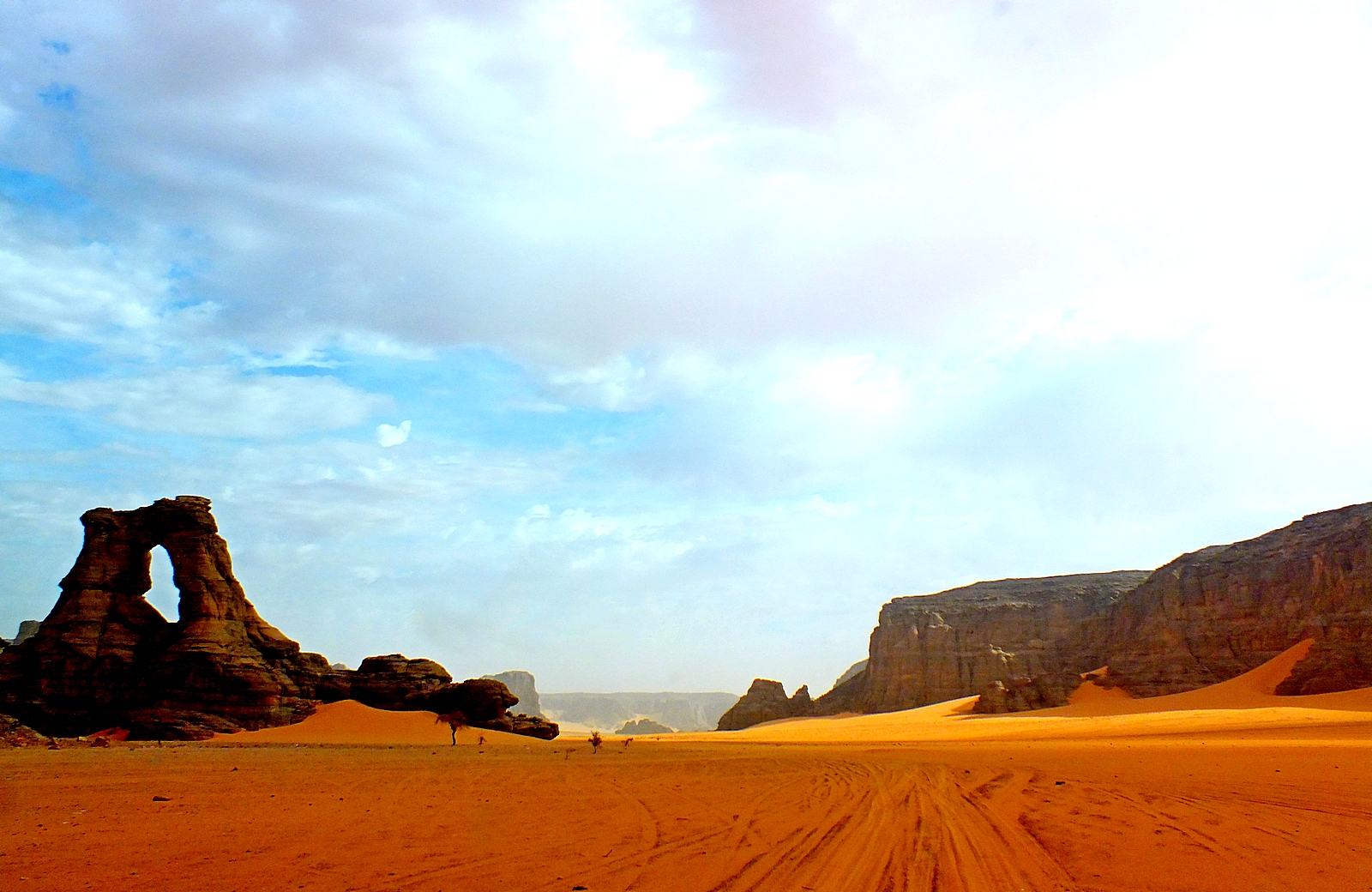
Formations rocheuses et sableuses.
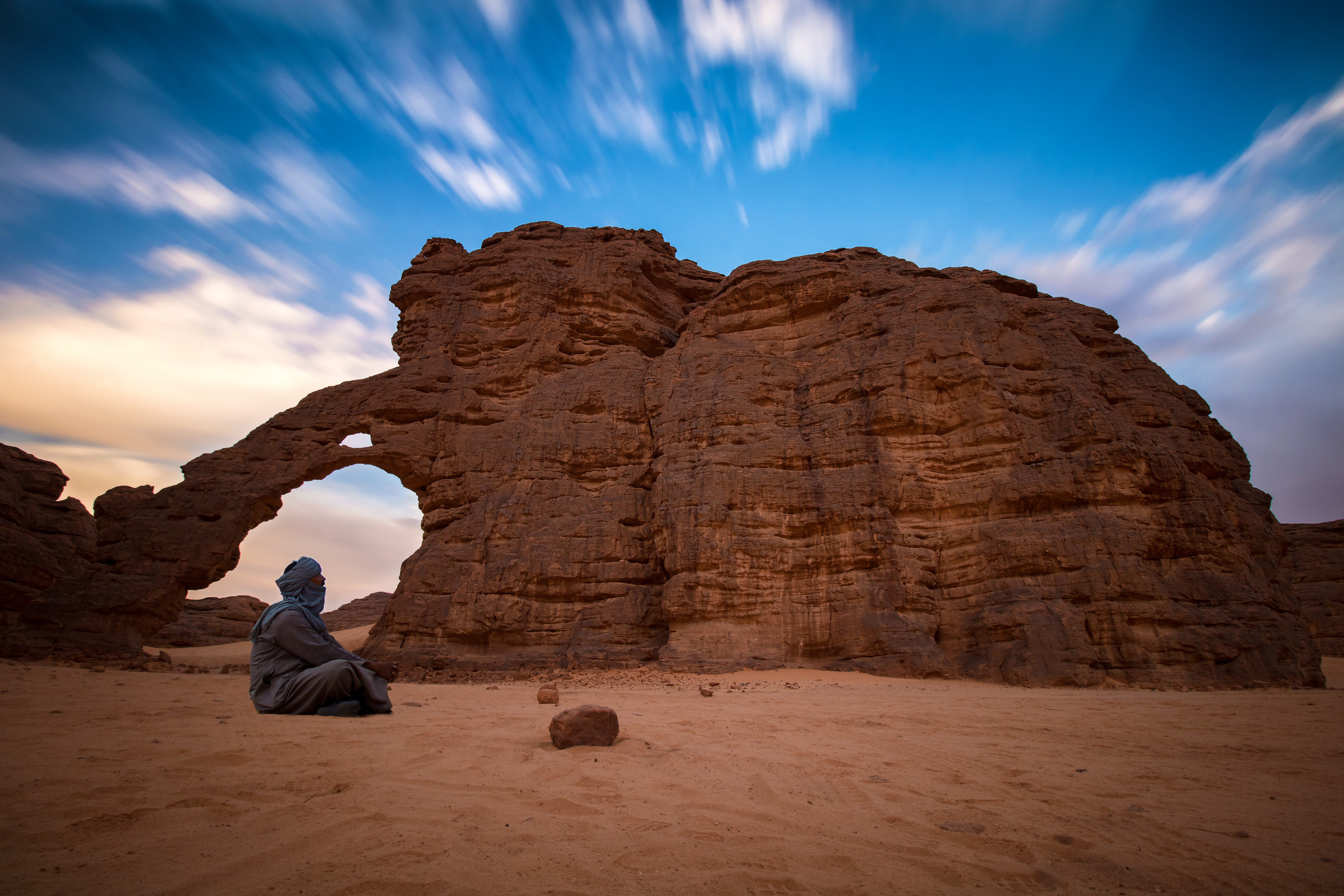
Arche naturelle près de Tikubawin, parc national N'ajjer.